# Josef Hlouch
Josef Hlouch (Lipník, 26 marzo 1902 – České Budějovice, 10 giugno 1972) è stato un vescovo cattolico ceco. Hlouch inizialmente prestò servizio come parroco e professore di teologia a Olomouc e in altri luoghi prima di essere nominato vescovo di České Budějovice dopo uno scontro tra l'autorità papale e le autorità di occupazione naziste su chi avrebbe assunto la sede episcopale. Entrò in diocesi in un momento in cui i comunisti stavano consolidando il loro controllo sulla Cecoslovacchia. Questo spinse Hlouch e altri vescovi come Josef Beran a esprimersi contro la repressione comunista. Hlouch fu posto agli arresti domiciliari e successivamente esiliato dalla sua diocesi. Con la liberalizzazione politica avviata dalla Primavera di Praga gli fu consentito di tornare in diocesi.
Monsignor Hlouch era noto per la sua santità e nel 2015 la Conferenza episcopale ceca presentò una richiesta formale a Roma per aprire la causa di beatificazione. Il processo fu avviato il 7 novembre 2017 e ricevette il titolo di Servo di Dio.

## Biografia
Josef Hlouch nacque a Lipník il 26 marzo 1902 da Jakub Hlouch e Marie Hlouchová.

### Formazione e ministero sacerdotale
Frequentò la scuola primaria a Hrotovice. Conseguì il diploma presso la Scuola di grammatica arcivescovile di Kroměříž. Compì gli studi per il sacerdozio nel seminario di Olomouc.
Il 5 luglio 1926 fu ordinato presbitero. Dal 1926 al 1928 fu cappellano in diverse parrocchie: Spálov, Kladky u Prostějova, Jesenec u Konice e Brantice u Krnova. Nel settembre del 1928 venne nominato amministratore parrocchiale della parrocchia di Hodolany, nella periferia di Olomouc. Lì riuscì a completare i lavori per la costruzione della chiesa. Nei luoghi in cui prestò servizio si dimostrò un buon predicatore. Allo stesso tempo continuò a studiare teologia presso la Facoltà teologica "Cirillo e Metodio" di Olomouc. Nel 1934 conseguì l'abilitazione e nel 1945 divenne professore di teologia pastorale.

### Ministero episcopale
Il 25 giugno 1947 papa Pio XII lo nominò vescovo di České Budějovice. Ricevette l'ordinazione episcopale il 15 agosto successivo dall'arcivescovo Saverio Ritter, nunzio apostolico in Cecoslovacchia, co-consacranti l'arcivescovo metropolita di Praga Josef Beran e il vescovo ausiliare di Olomouc Stanislav Zela. Prese possesso della diocesi il 7 settembre successivo. La sua solenne intronizzazione nella sede episcopale fu un sollievo per i fedeli poiché la sede era vacante dal 1940. I nazisti infatti si erano opposti alla nomina di monsignor Antonín Eltschkner, inizialmente proposto dal papa come nuovo vescovo. Papa Pio XII lasciò la sede vacante.
Dopo il colpo di Stato comunista del febbraio del 1948, il neonato regime comunista avviò una campagna anti-ecclesiastica per separare la Chiesa cattolica in Cecoslovacchia dalla Santa Sede. Il vescovo Hlouch si espresse pubblicamente contro questa politica. Il 19 giugno 1949 in occasione della festa del Corpus Domini nella cattedrale di San Nicola a Budějovice condannò le azioni dello Stato davanti a coloro che si erano riuniti per la processione eucaristica. Da quel momento in poi, la Státní bezpečnost (StB) monitorò ogni sua mossa. Le autorità inserirono un proprio rappresentante nella curia diocesana. Questo di fatto gli rese impossibile esercitare il proprio ufficio.
Dalla fine dell'aprile del 1950 monsignor Hlouch fu posto in completo isolamento. La diocesi era amministrata dal vicario generale. Il vescovado era sorvegliato da due membri della StB che impedivano al vescovo ogni contatto con il pubblico. Tutte le visite furono vietate per ordine dell'Ufficio statale per gli affari ecclesiastici e al vescovo non fu permesso di lasciare la sua residenza. Anche durante le passeggiate in giardino, era accompagnato da un membro della StB.
Nel 1951 si rifiutò di pronunciare il giuramento di fedeltà alla Repubblica e di firmare la nomina di nuovi vicari fedeli al regime. Il StB lo valutò come un pericoloso nemico di classe e iniziò a lavorare per rimuoverlo dalla guida della diocesi. Il rapporto penale della Commissione del comitato nazionale di České Budějovice del 29 marzo 1952 afferma che monsignor Hlouch cercò di contrastare le misure prese dall'Ufficio statale per gli affari ecclesiastici mostrando così un atteggiamento ostile nei confronti dell'establishment democratico popolare. Il citato rapporto penale gli costò una multa di 50 000 corone e il Ministero dell'interno lo costrinse a un soggiorno forzato fuori città.
Il primo luogo di internamento forzato fu l'ex convento francescano dei Quattordici Santi a Kadan. Nel settembre del 1952 fu trasferito a Růžodol, vicino a Liberec, dove incontrò l'arcivescovo Josef Beran, detenuto dal 1951. Entrambi i prigionieri erano reclusi in una villa isolata. Costretti a una vita rigorosa, era consentita loro solo una passeggiata di un'ora al giorno per il giardino. La posta era controllato ed eventuali visite erano consentite solo nell'edificio del Ministero dell'interno. Il 17 aprile 1953 Hlouch e Beran furono trasferiti nel castello di Myštěves, vicino a Nový Bydžov. Qui trovarono anche i vescovi Karel Skoupý e Robert Pobožný. Il regime qui era più mite ma soffrivano per la scarsità di acqua e cibo. La salute del vescovo Hlouch iniziò quindi a peggiorare. Nel 1954 fu trasferito a Praga per cure. Dopo il recupero fu trasferito a Šebetov, vicino a Boskovice, presso il castello locale. Dal 1953, lì aveva sede un istituto per donne sordomute affidato alle infermiere della Congregazione delle Suore Scolastiche di Notre Dame. Le condizioni di internamento erano meno severe e monsignor Hlouch poté tornare all'attività letteraria. Nel 1957 scrisse una biografia della sua figlia spirituale Anna Marie Zelíková e sviluppò una serie di riflessioni spirituali chiamata Minutěnka. Le visite dalla sua diocesi iniziarono ad aumentare man mano che la sua posizione divenne nota. A questo seguì un trasferimento nei locali più rigorosamente sorvegliati della villa Viktor a Paběnice e si ritrovò di nuovo in compagnia dei vescovi Josef Beran e Karel Skoupý.
Nel 1963 papa Giovanni XXIII avviò dei negoziati con il governo comunista per ottenere la liberazione dei vescovi cecoslovacchi dalla prigionia. Nell'aprile di quell'anno monsignor Hlouch fu rilasciato. Dopo un soggiorno per riprendere la salute a Františkovy Lázně, si recò a Koclířov, vicino a Svitavy, e prese residenza nella casa della carità delle suore della Congregazione di Notre Dame. Qui completò la raccolta di riflessioni spirituali di Minutěnek.
Il processo di liberalizzazione politica avviato dalla Primavera di Praga nel 1968 permise a monsignor Hlouch di tornare nella sua diocesi il 9 giugno. Subito intraprese un restauro generale della cattedrale di San Nicola. Inviò una lettera all'allora diacono Miloslav Vlk dove gli chiese di diventare il suo assistente personale. Questo fu una grande sorpresa per Vlk che aveva sperato di andare all'estero per ulteriori studi. Prima dell'ordinazione Vlk una mattina si incontrò con Hlouch nel vescovado per colazione e parlò al vescovo dei suoi piani per i suoi studi futuri. Hlouch si incontrò di nuovo con Vlk una mattina in vescovado per colazione due settimane dopo e quest'ultimo acconsentì al ruolo. Hlouch in seguito lo ordinò sacerdote il 23 giugno 1968.
Tuttavia i tempi migliori non durarono a lungo. L'invasione delle truppe del Patto di Varsavia in Cecoslovacchia dell'agosto dello stesso anno provocò il ritorno del potere totalitario con tutti gli effetti negativi sulla società. Le nuove persecuzioni contro la Chiesa furono fatali per il vescovo Hlouch.
Il 9 giugno 1972 alcuni membri della StB lo picchiarono. Morì il giorno successivo. Aveva 70 anni. È sepolto nel cimitero di Sant'Otelia a České Budějovice.
La sua fama di santità era stata notata in tutta la sua vita così come per il suo sorriso gentile combinato con la sua natura premurosa. I comunisti non consentirono alla Santa Sede di nominare un successore e pertanto la sede rimase vacante fino al febbraio del 1990, quando papa Giovanni Paolo II chiamò a succedergli Miloslav Vlk.

## Processo di beatificazione
Nel 2012 il cardinale Miloslav Vlk affermò che era possibile l'avvio del processo di beatificazione e che si stava valutando di fare una domanda formale a Roma. Nell'ottobre del 2015 la Conferenza episcopale ceca presentò una richiesta formale alla Congregazione delle cause dei santi per avviare la causa. Il dicastero concesse il decreto di nihil obstatil 7 novembre 2017 attribuendo a monsignor Hlouch il titolo di Servo di Dio.
Il 2012 è stato dichiarato anno giubilare per monsignor Josef Hlouch dalla diocesi di České Budějovice.

## Opere
- Osoby umučení Páně v profilu dnešní doby, 1935
- Konverse a konvertité, hledání a návraty, 1939
- Matka Boží v řádu spásy a života, 1940
- Ježíš Bůh svátostný posvětitel života. 1941
- Cyklus rozjímání o mši svaté, 1952 (naspáno v internaci, cyklostyl)
- Mešní kolekty, 1955 (napsáno v internaci, cyklostyl)
- Anna Marie Zelíková. Dobrovolná oběť lásky a smíru za duše, 1957 (napsáno v internaci, cyklostyl)
- Minutěnka, 1964 (napsáno v internaci, cyklostyl)

## Genealogia episcopale
La genealogia episcopale è:
- Cardinale Scipione Rebiba
- Cardinale Giulio Antonio Santori
- Cardinale Girolamo Bernerio, O.P.
- Arcivescovo Galeazzo Sanvitale
- Cardinale Ludovico Ludovisi
- Cardinale Luigi Caetani
- Cardinale Ulderico Carpegna
- Cardinale Paluzzo Paluzzi Altieri degli Albertoni
- Papa Benedetto XIII
- Papa Benedetto XIV
- Papa Clemente XIII
- Cardinale Marcantonio Colonna
- Cardinale Giacinto Sigismondo Gerdil, B.
- Cardinale Giulio Maria della Somaglia
- Cardinale Carlo Odescalchi, S.I.
- Cardinale Costantino Patrizi Naro
- Cardinale Lucido Maria Parocchi
- Papa Pio X
- Papa Benedetto XV
- Papa Pio XII
- Arcivescovo Saverio Ritter
- Vescovo Josef Hlouch